# Wayne Odesnik
Wayne Odesnik (ur. 21 listopada 1985 w Johannesburgu) – amerykański tenisista.

## Kariera tenisowa
Karierę tenisową rozpoczął w 2004 roku.
W swoim dorobku miał siedem zwycięstw w turniejach rangi ATP Challenger Tour. Pokonywał już bardziej znanych zawodników, takich jak Guillermo Cañas, Sébastien Grosjean, Lu Yen-hsun, Juan Ignacio Chela, Dudi Sela.
Jednym z największych sukcesów Amerykanina w karierze był awans do finału turnieju rangi ATP World Tour w Houston w 2009 roku, gdzie wyeliminował po drodze m.in. Jürgena Melzera oraz Johna Isnera. W meczu o tytuł nie sprostał Lleytonowi Hewittowi, z którym przegrał 2:6, 5:7.
W maju 2010 roku Amerykanin został zawieszony na dwa lata, ze względu na stwierdzenie w jego organizmie hormonu wzrostu w trakcie australijskich turniejów rozpoczynających sezon. Kara rozpoczęła się 29 grudnia 2009, a miała zakończyć 28 grudnia 2011. W wyniku zawieszenia Odesnik utracił wszystkie punkty do rankingu jakie uzyskał od 29 grudnia 2009 oraz musiał zwrócić zarobione na korcie od tego okresu pieniądze. W grudniu 2010 ogłoszono, że kara zostanie skrócona o połowę, m.in. z uwagi na współpracę z programem antydopingowym ITF.
W marcu 2015 ogłoszono, iż w próbkach moczu pobranych od zawodnika w grudniu 2014 i styczniu 2015 wykryto zakazane substancje (m.in. sterydy). Na Amerykanina nałożono karę 15 lat dyskwalifikacji (do 29 stycznia 2030) oraz odebrania punktów i nagród pieniężnych z występów w 2015. Po tej decyzji Odesnik ogłosił zakończenie kariery.
Najwyższą pozycją Odesnika wśród singlistów w rankingu ATP było 77. miejsce (13 kwietnia 2009), a deblistów – 393. pozycja (12 maja 2008).

### Finały w turniejach ATP World Tour
| Legenda                                      |
| -------------------------------------------- |
| Wielki Szlem                                 |
| Igrzyska olimpijskie                         |
| Tennis Masters Cup / ATP Finals              |
| ATP Masters Series / ATP Tour Masters 1000   |
| ATP International Series Gold / ATP Tour 500 |
| ATP International Series / ATP Tour 250      |

#### Gra pojedyncza (5–8)
| Końcowy wynik | Nr | Data             | Turniej | Nawierzchnia | Przeciwnik     | Wynik finału |
| ------------- | -- | ---------------- | ------- | ------------ | -------------- | ------------ |
| Finalista     | 1. | 12 kwietnia 2009 | Houston | Ceglana      | Lleyton Hewitt | 2:6, 5:7     |